# Хунерли
Хунерли (азерб. Hünərli; до 2020 года — Цакури (азерб. Tsakuri)) — село в Чирагузском сельском административно-территориальном округе Ходжавендского района Азербайджана.

## Название
20 ноября 2020 года Милли Меджлис Азербайджанской Республики принял закон «О переименовании села Цакури Ходжавендского района Азербайджанской Республики в село Хунерли».

## География
Сёла Чирагуз, Хунерли и Мамеддере входят в состав Чирагузского сельского административно-территориального округа Ходжавендского района, при этом село Чирагуз является центром этого сельского административно-территориального округа. Село находится в низменности, его площадь составляет 307,4 га., из которых 241,68 га. имеют сельскохозяйственное назначение, а на 32,9 га. — лесные угодья. Оно отличается особым микроклиматом благодаря своим прекрасным яблоневым, грушевым, тутовым и ореховым садам. Из полезных ископаемых в районе села имеется исландский шпат.

## История
В советские годы село называлось Цакури (азерб. Tsakuri) входило в состав Чирагузского сельсовета Гадрутского района Нагорно-Карабахской автономной области Азербайджанской ССР.
2 сентября 1991 года на совместной сессии Нагорно-Карабахского областного и Шаумяновского районного Советов народных депутатов была принята Декларация о провозглашении Нагорно-Карабахской Республики в границах Нагорно-Карабахской автономной области (НКАО) и сопредельного Шаумяновского района Азербайджанской ССР.
26 ноября 1991 года Верховный Совет Азербайджанский Республики принял Закон "Об упразднении Нагорно-Карабахской автономной области Азербайджанской Республики". В этом Законе было постановлено помимо упразднения Нагорно-Карабахской Автономной Области (НКАО), в том числе также и переименование Мартунинского района в Ходжаведский, упразднение Гадрутского района и присоединение территории Гадрутского района в состав Ходжавендского района. Таким образом, это село стало входить в состав Чирагузского сельского административно-территориального округа Ходжавендского района Азербайджана.
В результате Карабахского конфликта село в начале 1990-х годов попало под контроль непризнанной Нагорно-Карабахской Республики (НКР). Согласно административно-территориальному делению непризнанной республики село продолжало называться Цакури (арм. Ծակուռի) и входило в состав Гадрутского района НКР.
7 ноября 2020 года во время Второй Карабахской войны Президент Азербайджана Ильхам Алиев объявил о восстановлении контроля над селом Вооружёнными Силами Азербайджана. На следующий день Министерство обороны Азербайджана опубликовало кадры, на которых, как утверждает, запечатлено село Цакури под контролем Азербайджана.
Законом Милли Меджлиса Азербайджанской Республики от 20 ноября 2020 года было постановлено переименовать село Цакури в село Хунерли. Таким образом, в настоящее время это село Хунерли (азерб. Hünərli) и входит в состав Чирагузского сельского административно-территориального округа Ходжавендского района Азербайджана.

## Население
По состоянию на 1 января 1933 года в селе проживало 436 человек (83 хозяйства), все — армяне.
Население села по данным на 2005 год составляло около 100 человек, живших в 28 домашних хозяйствах. Жители в основном занимались сельским хозяйством, скотоводством и земледелием. В селе имелись дом культуры, пункт медицинской помощи. Водa в деревню подавалась системой самотечного водоснабжения, питавшейся из двух источников — Акна и Нерсеса. Село было обеспечено электричеством, телевизионным и радиосигналом, также были доступны проводная и беспроводная телефонная и Интернет-связь.

## Историко-культурные памятники
Самый главный исторический и религиозный памятник в селе — бывший монастырский комплекс «Цахкаванк» XII века, от которого уцелела церковь «Сурб Аствацацин» («Святой Богородицы»). Она по самому древнему хачкару датируется 1198 г. и отличается великолепным круглым порталом 1682 г.
Другие исторические памятники в селе включают: сельское кладбище (XVII—XIX вв.), родник (XIX в.), камень-крест (хачкар), XVII в. и развалины Пткатахского монастыря (1670 г.) чуть за пределами деревни. Всего в Хунерли известны пять памятников культуры.
Мeждународная группа благотворителей с 2010-х годов вела определённое время предварительные работы по проекту реконструкции церкви «Святой Богородицы» в Цакури и собирала пожертвования.
В июле 2013 г. архиепископ Арцахской епархии Армянской Апостольской церкви Паргев Мартиросян благословил проект по восстановлению культурно-исторического памятника. Реконструкция церкви была признана благотворительным проектом со стороны Министерства труда, социального обеспечения и переселения непризнанной Нагорно-Карабахской Республики, и строительные работы начались в мае 2019 г. Министерство культуры, туризма и по делам молодежи непризнанной республики следило за ходом и качеством строительных работ по первому (внешнему) этапу реконструкции совместно с Государственной службой по техническому надзору непризнанной республики. Второй (внутренний) этап реконструкции частично финансировался с помощью краудфандинга.
- Церковь Святой Богородицы в с. Хунерли, XII в.